# Agonocryptus chichimecus
Agonocryptus chichimecus är en stekelart som först beskrevs av Cresson 1874.  Agonocryptus chichimecus ingår i släktet Agonocryptus och familjen brokparasitsteklar. Utöver nominatformen finns också underarten A. c. discoidaloides.